# Anatoli Serychev
Anatoli Anatolievitch Serychev (russe : Анатолий Анатольевич Серышев; né le 19 juillet 1965) est un homme politique russe. Il est représentant plénipotentiaire du président de la fédération de Russie pour le district fédéral de Sibérie depuis le 12 octobre 2021.
Serychev était auparavant assistant à l'administration du président de la fédération de Russie de 2018 à 2021,.

## Biographie
Anatoli Serychev naît le 29 juillet 1965 au village de Kobliakovo dans le raïon de Bratsk de l'oblast d'Irkoutsk. En 1988, il est diplômé d'économie de l'Institut d'Irkoutsk d'économie nationale et en 1990, des Cours supérieurs du KGB. Il sert dans les organes de sécurité de 1988 à 2016.
Serychev occupe plus tard la position de chef du directoire du Service fédéral de sécurité dans la république de Carélie de 2011 à 2016, puis de directeur adjoint du Service fédéral des douanes de 2016 à 2018. Il est nommé à l'administration du Président le 13 juin 2018.
Le 12 octobre 2021, Serychev est nommé 6e représentant du district fédéral de Sibérie. Il est membre non-permanent du Conseil de sécurité de Russie.

## Sanctions
En réponse à l'invasion de l'Ukraine par la Russie en 2022, le Bureau de contrôle des actifs étrangers du département du Trésor américain ajoute le 6 avril 2022 Anatoli Serychev à la liste des personnalités russes sanctionnées (interdiction de territoire et éventuel gel des avoirs). L'Union européenne, la Grande-Bretagne, le Canada, la Suisse, l'Australie, le Japon, la Nouvelle-Zélande et l'Ukraine font de même.

## Source de la traduction
- (ru) Cet article est partiellement ou en totalité issu de l’article de Wikipédia en russe intitulé « Серышев, Анатолий Анатольевич » (voir la liste des auteurs).